# Маркушув (гмина)
Маркушув (пол. Markuszów) — сельская гмина (волость) в Польше, входит как административная единица в Пулавский повет, Люблинское воеводство. Население — 3021 человек (на 2004 год).

## Сельские округа
1. Бобовиска
2. Гуры
3. Калень
4. Колёня-Гуры
5. Ланы
6. Маркушув
7. Олемпин
8. Ольшовец
9. Вулька-Контна
10. Заблоце

## Соседние гмины
1. Гмина Абрамув
2. Гмина Гарбув
3. Гмина Курув
4. Гмина Наленчув